# Moteur avec quatre cylindres en ligne
Le moteur avec quatre cylindres en ligne est largement utilisé sur la plupart des automobiles de cylindrée inférieure à environ 2,4 L, les camionnettes et les tracteurs agricoles de moyenne puissance. Ce type de moteur avec cylindres en ligne est à 4-temps (essence ou Diesel). Il représente un bon compromis entre les vibrations, la souplesse, l'encombrement, la masse, le rendement, la complexité et le coût.
Ces moteurs utilisent le plus souvent deux ou quatre soupapes par cylindre. Les vilebrequins des moteurs 4-cylindres équipés de cinq paliers (au lieu de trois) sont préférés. Certains moteurs à essence d'automobile possèdent deux bougies d'allumage par cylindre.

## Utilisation sur les motos

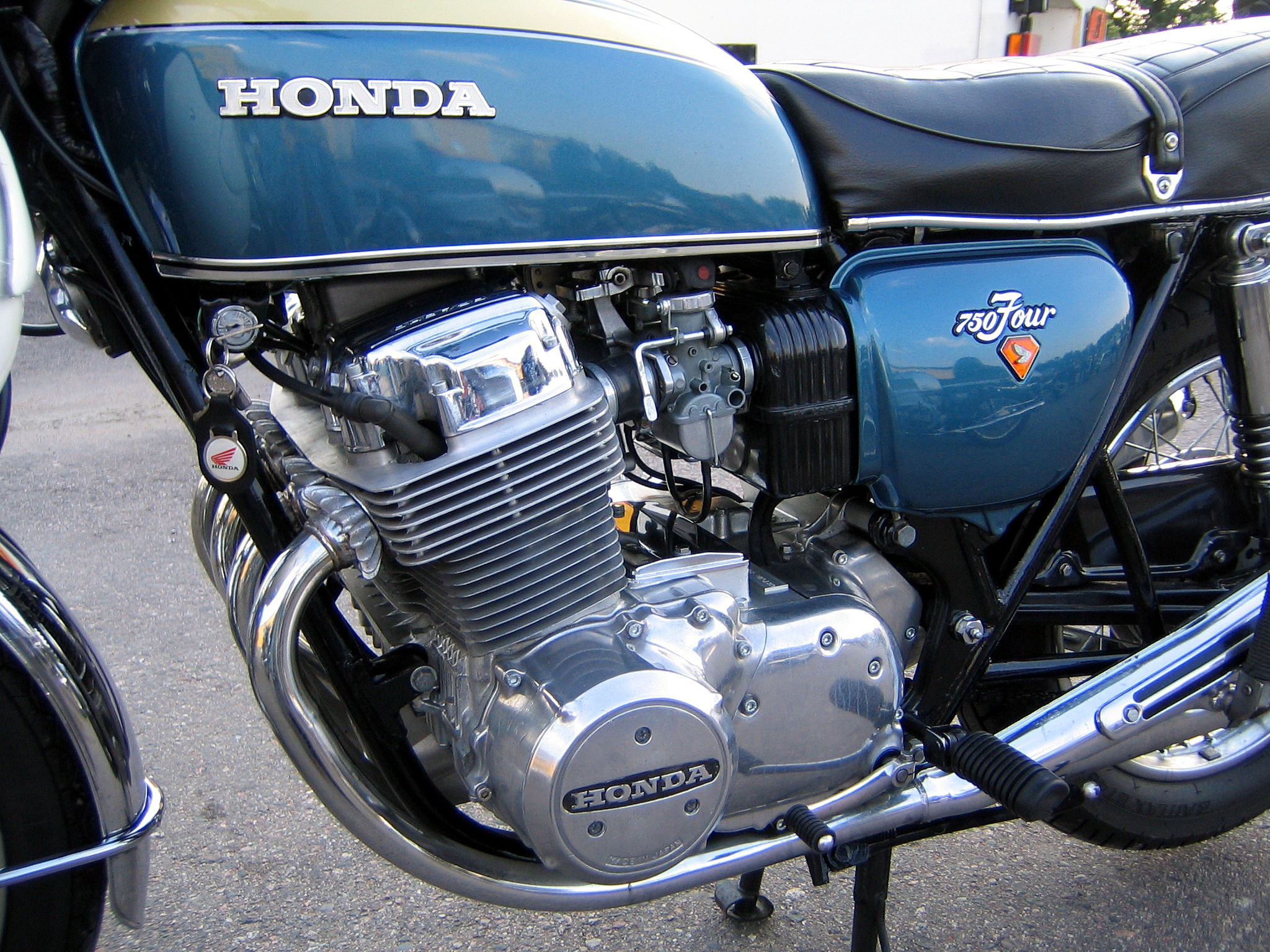
Honda CB 750 K1 produite vers 1970.

Dans le monde de la motocyclette, la cylindrée d'un moteur (fonctionnant à l'essence) quatre cylindres en ligne peut varier de 250 à 1 400 cm3 (environ).
Après une première véritable adaptation du quatre cylindres au monde de la motocyclette de série par le constructeur italien Gilera dans les années 1950, la moto moderne iconique produite en grande série à partir de 1969 est la Honda CB 750 Four : son moteur est long — le système d'allumage à rupteur et l'alternateur étant situés à chaque extrémité du vilebrequin —, refroidi par air, à carter sec ; la distribution est confiée à un simple arbre à cames en tête (simple ACT) avec deux soupapes par cylindre.
La plupart des moteurs quatre cylindres en ligne des motos modernes sont refroidis par eau (comme pour les voitures), adoptent la configuration à double arbre à cames en tête avec quatre soupapes par cylindre ; les moteurs, devenus moins longs, sont en général disposés transversalement et peuvent être inclinés vers l'avant d'un certain angle, pour abaisser le centre de gravité. La zone rouge d'une moto quatre cylindres sportive de 600 cm3 peut atteindre 14 000 tr/min, valeur très élevée rendue possible notamment par une faible valeur de la course (pour limiter la vitesse linéaire du piston) et la mécanique de distribution.
Quelques rares motos, telles la Münch Mammut 2000, commercialisée en 2000 et pourvue d'un quatre cylindres turbo de 2 000 cm3 provenant de chez Opel-Cosworth, sont animées par un quatre cylindres en ligne issu de l'automobile.

## Galerie

Schéma d'un moteur 4-cylindres en ligne vertical.
Un cycle complet d'un moteur essence.
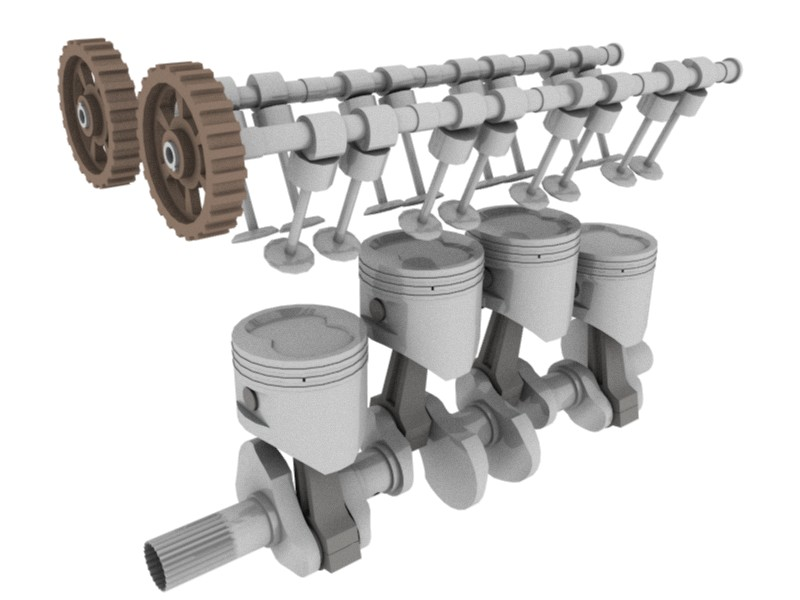
Image de synthèse d'un moteur à double ACT entraîné par courroie, 16 soupapes.
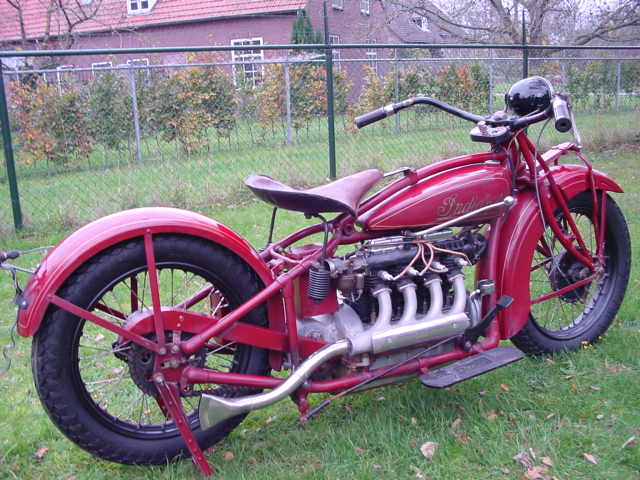
Indian 402, 1928.
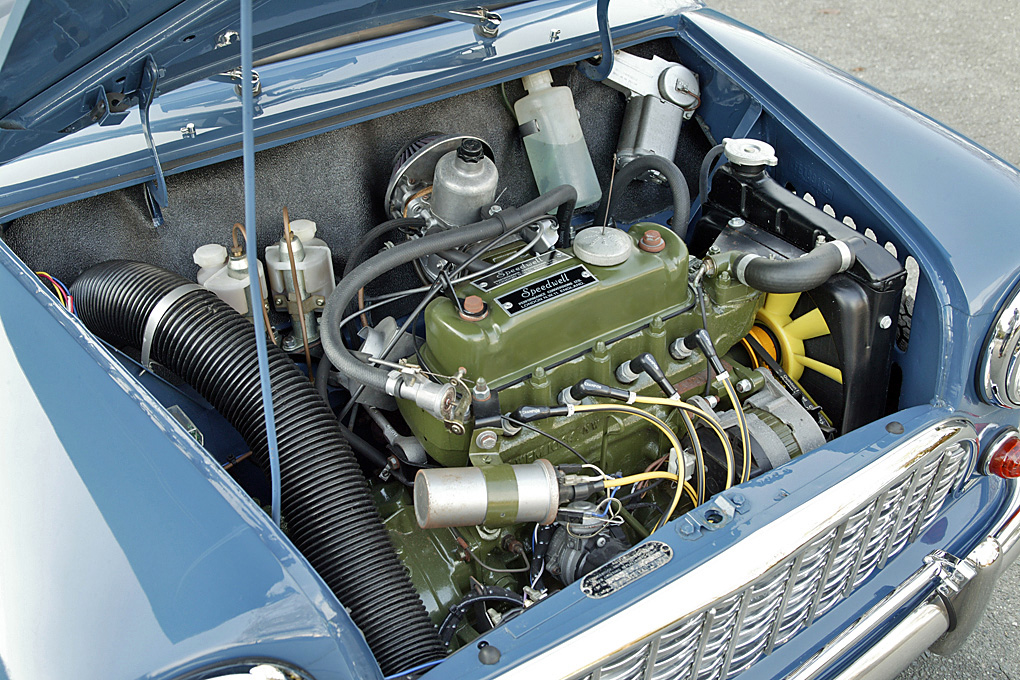
Moteur monté transversalement d'une Mini originale.